# Julio Pleguezuelo
Julio José Pleguezuelo Selva (ur. 26 stycznia 1997 w Palma de Mallorca) – hiszpański piłkarz występujący na pozycji obrońcy w hiszpańskim klubie Gimnàstic Tarragona, do którego jest wypożyczony z Arsenalu. Wychowanek Atlético Baleares, w swojej karierze grał także w RCD Mallorca.

## Statystyki kariery
(aktualne na dzień 13 kwietnia 2018)
| Klub                       | Sezon              | Liga               | Liga  | Liga   | Puchar kraju | Puchar kraju | Puchar ligi | Puchar ligi | Europa | Europa | Suma  | Suma   |
| Klub                       | Sezon              | Liga               | Mecze | Bramki | Mecze        | Bramki       | Mecze       | Bramki      | Mecze  | Bramki | Mecze | Bramki |
| -------------------------- | ------------------ | ------------------ | ----- | ------ | ------------ | ------------ | ----------- | ----------- | ------ | ------ | ----- | ------ |
| Arsenal                    | 2016/17            | Premier League     | 0     | 0      | 0            | 0            | 0           | 0           | –      | –      | 0     | 0      |
| RCD Mallorca (wyp.)        | 2016/17            | Segunda División   | 15    | 0      | 2            | 0            | –           | –           | –      | –      | 17    | 0      |
| Gimnàstic Tarragona (wyp.) | 2017/18            | Segunda División   | 7     | 0      | 0            | 0            | –           | –           | –      | –      | 7     | 0      |
| Ogólnie w karierze         | Ogólnie w karierze | Ogólnie w karierze | 22    | 0      | 2            | 0            | 0           | 0           | 0      | 0      | 24    | 0      |